# Норволк (Вісконсин)
Норволк (англ. Norwalk) — селище (англ. village) в США, в окрузі Монро штату Вісконсин. Населення — 611 особа (2020).

## Географія
Норволк розташований за координатами 43°50′2″ пн. ш. 90°37′36″ зх. д. / 43.83389° пн. ш. 90.62667° зх. д. (43.834025, -90.626743).  За даними Бюро перепису населення США в 2010 році селище мало площу 2,73 км², уся площа — суходіл.

## Демографія
Згідно з переписом 2010 року, у селищі мешкало 638 осіб у 215 домогосподарствах у складі 144 родин. Густота населення становила 234 особи/км².  Було 237 помешкань (87/км²).
Расовий склад населення:
| - 70,1 % — білих - 1,1 % — азіатів - 0,2 % — корінних американців - 27,3 % — осіб інших рас |

До двох чи більше рас належало 1,4 %. Частка іспаномовних становила 35,1 % від усіх жителів.
За віковим діапазоном населення розподілялося таким чином: 30,1 % — особи молодші 18 років, 59,6 % — особи у віці 18—64 років, 10,3 % — особи у віці 65 років та старші. Медіана віку мешканця становила 31,5 року. На 100 осіб жіночої статі у селищі припадало 99,4 чоловіків;  на 100 жінок у віці від 18 років та старших — 103,7 чоловіків також старших 18 років.
Середній дохід на одне домашнє господарство  становив 47 038 доларів США (медіана — 42 500), а середній дохід на одну сім'ю — 56 948 доларів (медіана — 51 786). Медіана доходів становила 32 500 доларів для чоловіків та 30 938 доларів для жінок. За межею бідності перебувало 15,1 % осіб, у тому числі 15,1 % дітей у віці до 18 років та 19,7 % осіб у віці 65 років та старших.
Цивільне працевлаштоване населення становило 247 осіб. Основні галузі зайнятості: виробництво — 27,5 %, освіта, охорона здоров'я та соціальна допомога — 17,0 %, сільське господарство, лісництво, риболовля — 11,7 %, роздрібна торгівля — 7,7 %.